# Mathilde Malling Hauschultz
Pour les articles homonymes, voir Malling (homonymie).
Mathilde Malling Hauschultz, née le 2 décembre 1885 à Copenhague (Danemark) et morte le 30 décembre 1929, est une femme politique danoise. Membre du Parti populaire conservateur, elle est députée de 1918 à sa mort, faisant partie des premières femmes parlementaires de l'histoire du pays.

## Biographie
Née en 1885, Mathilde Johanne Malling est la fille du juriste Gustav Frederik Ludvig Vilhelm Schneider Malling (1855-1919) et d'Hortensia Martine Malmberg (1860-1946). Élevée dans un milieu aisé, elle est scolarisée à l'école Laura-Engelhardt en 1905, puis étudie le droit à l'université de Copenhague, obtenant son diplôme en 1911.
Elle intègre le cabinet d'avocats paternel, devenant avocate à la Haute Cour et associée de son père en 1914. En 1915, elle épouse l'avocat Rudolph Hauschultz (1884-1958), avec qui elle reprend les affaires de son père à la mort de celui-ci en 1919. Suivant les traces de Henny Magnussen (en), elle entreprend donc une carrière d'avocate.

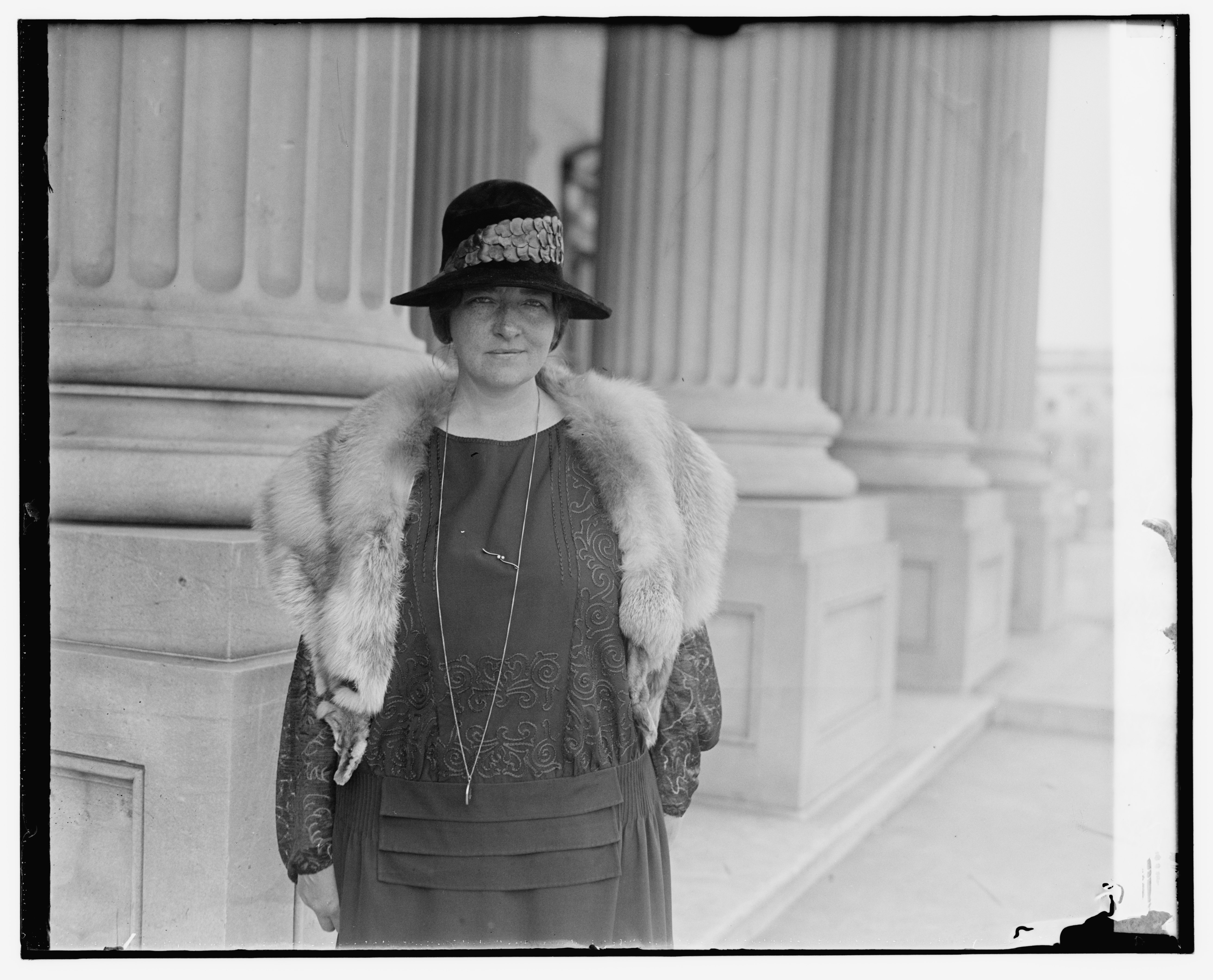
Mathilde Malling Hanschultz en 1925.

Sur le plan politique, elle soutient activement l'armée de son pays et rejoint l'Association danoise de défense des femmes (Danske Kvinders Forsvarsforening (en)) en 1907. En 1914, elle cofonde l'Association danoise des femmes conservatrices (Danske Kvinders konservative Forening), la première organisation politique de femmes du pays. En 1918, connue pour son influence sur le Parti populaire conservateur, elle se prononce en faveur de la participation des femmes aux élections législatives, qui se tiennent la même année. Avec Karen Ankersted, elle est élue au Folketing comme représentante du Parti populaire conservateur. Deux autres femmes sont également élues : Helga Larsen pour les sociaux-démocrates et Elna Munch pour les sociaux-libéraux. Ces quatre personnalités comptent parmi les premières femmes parlementaires de l'histoire du Danemark,.
Après la mort de Karen Ankersted en 1921, Mathilde Malling Hauschultz devient la seule femme conservatrice membre du Rigsdag. Elle milite en faveur de meilleures conditions juridiques pour les femmes au foyer et les enfants, tout en continuant à réclamer des améliorations dans le domaine militaire. Elle contribue fréquemment à des magazines et à des journaux, notamment le Berlingske et Kvinden og Hjemmet (« Les femmes et le foyer »).
Mathilde Malling Hauschultz meurt d'un accident vasculaire cérébral en 1929, à l'âge de 44 ans. Elle est enterrée au cimetière Assistens de Copenhague.